# Mur-de-Barrez
Mur-de-Barrez è un comune francese di 850 abitanti situato nel dipartimento dell'Aveyron nella regione dell'Occitania.

## Società

### Evoluzione demografica
Abitanti censiti